# Katara Towers
Katara Towers, noto anche come Katara Hospitality Towers, è un grattacielo situato a Lusail, in Qatar. Costruito nel 2022, ospita due hotel di lusso, oltre ad appartamenti, uffici, negozi e ristoranti.